# Biopsiezange

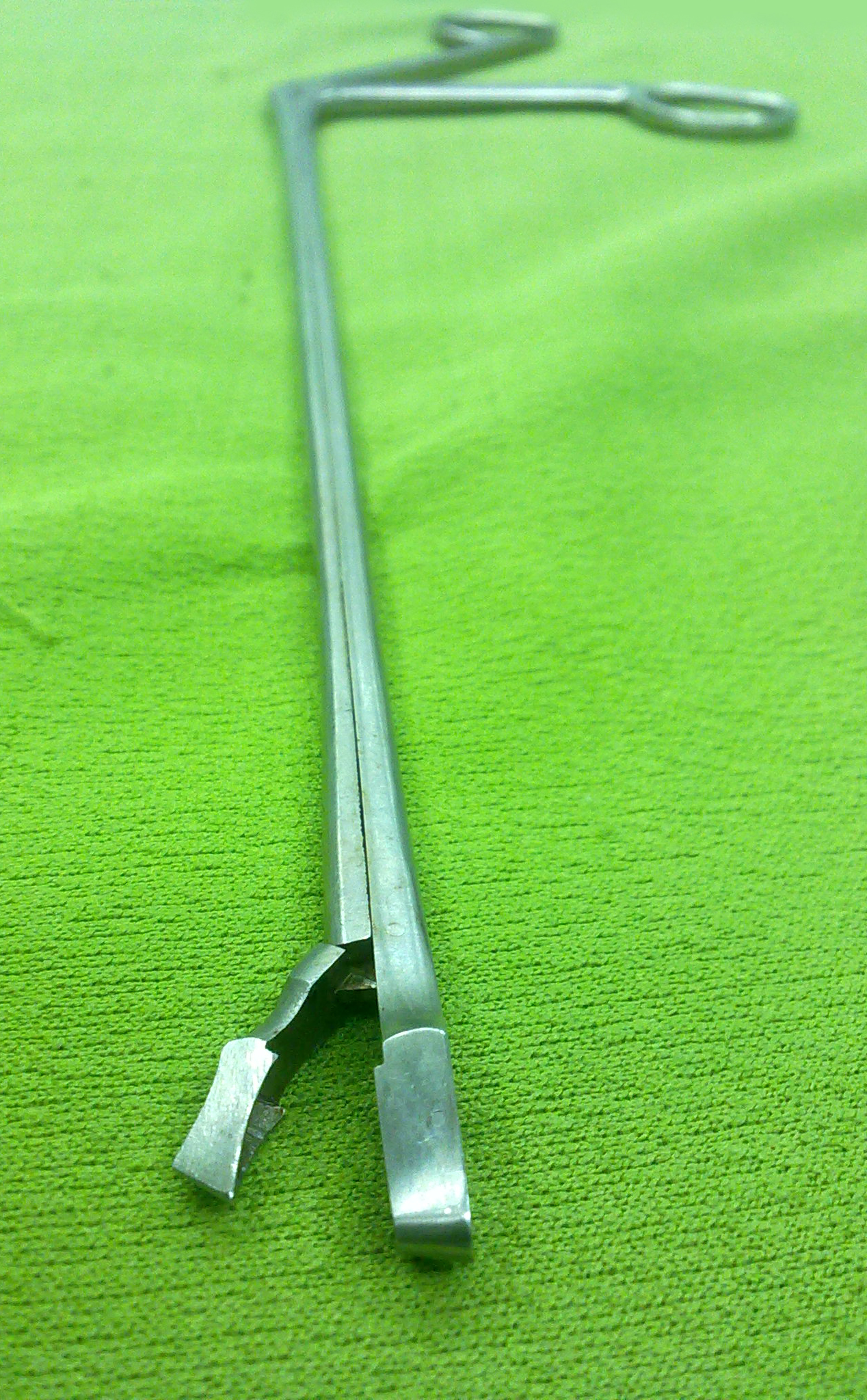

Eine Biopsiezange ist ein medizinisches Instrument zur Entnahme von Gewebeproben (Biopsie) in der  Human- und Veterinärmedizin. Sie besteht aus zwei scherenartigen Haltegriffen, die beim Zusammendrücken die am Kopf befindlichen Backen (Knips) schließen und somit das zwischen diesen befindliche Gewebe scharf abtrennen. Biopsiezangen gibt es in verschiedenen Ausführungen – beispielsweise jene nach Tischler, Eppendorfer, Kevorkian oder Burke. Sie unterscheiden sich in der Form der Zangenköpfe. Biopsiezangen gibt es auch zur Verwendung im Arbeitskanal eines Endoskops und somit zur Entnahme von Gewebeproben bei minimalinvasiven Eingriffen. Bei unzureichender Reinigung und Desinfektion können sie zu Infektionen führen.
Biopsiezangen werden meist der Risikoklasse IIb (Klassifizierungsregel gemäß Richtlinie 93/42/EWG über Medizinprodukte Anhang IX: Regel 11) zugeordnet.